# 飯窪春菜
飯窪春菜（1994年11月7日—），原為日本女子偶像團體「早安少女組。」第十期成員，於2018年12月16日從早安少女組。及早安家族畢業，隸屬於演藝經紀公司UFG#UP-FRONT AGENCY旗下的Just Production Inc（UP-FRONT CREATE為業務提攜）。
日本東京都出身，血型O型。加入早安少女組之前曾為雜誌的專屬模特兒，並擁有藝名「壇はう」。
暱稱是「はるなん」，剛入團時的應援色為巧克力，後於2012年7月30日正式更換為蜂蜜黃，亦稱「ハニー色」。
2011年9月29日加入，2013年5月21日開始擔任副隊長(與九期成員譜久村聖同時就任，是歷來首次的雙副隊長制度。)，是隊史第一個在任超過2000天的副隊長，在任2035天曾是歷來最高紀錄(後來被生田衣梨奈超越了)。

## 個人簡歷
舊藝名「壇はう」。曾是HEARTS AGENT經紀公司旗下藝人。2009年《LOVE BERRY》雜誌專屬模特兒徵選會上獲得特別獎，同年在該雜誌6月號上首次登場。

### 2011
- 5月8日，早安春季巡迴演唱會上宣布將舉行早安少女組。十期成員甄選。
- 9月29日，在日本武道館舉行的『コンサートツアー2011秋 爱BELIEVE～高桥爱 卒业记念スペシャル～』，宣布與石田亞佑美、佐藤優樹及工藤遙一同被選入早安少女組[1]。

### 2012
- 1月3日，與Hello! Project合作參演「數學♥女子學園」。
- 1月25日，發行出道曲第48單『ピョコピョコ ウルトラ』。
- 9月10日，モーニング娘。10期成員Offical Blog「天気組ブログ」開設。
- 10月15日，第八代隊長道重沙由美、田中麗奈、譜久村聖、飯窪春菜、石田亞佑美舉辦「早安少女組。世界握手會～帶著滿心的感謝～」握手活動。第一站為台灣，之後分別到曼谷、韓國、巴黎等舉行[2]。
- 10月16日，於官方網站更新，與Berryz工房的夏燒雅、德永千奈美及℃-ute的矢島舞美、中島早貴組成SATOYAMA movement中的新組合『DIY♡』，並將發行新單曲販售[3]。

### 2013
- 4月6日，開始加入廣播節目「MBSヤングタウン」。
- 5月21日，田中麗奈畢業場上宣布成為副隊長，另一位為九期譜久村聖[4]。
- 8月20日 - 於Youtube官方網站上釋出宣傳短片「1／娘。　モーニング娘。 飯窪春菜 」[5]。

### 2015
- 2月10日，將為「光之美少女」電影版設計角色並擔任配音[6]。
- 2月15日，宣布擔任十二期成員的「教育係」[7]。
- 3月14日，為電影『映画 プリキュアオールスターズ 春のカーニバル♪』的角色之一配音。

### 2017
- 1月28日，發行第一本個人寫真集『春色』。

### 2018
- 8月17日，宣佈同年秋天於早安少女組。'18及早安家族畢業。畢業後將繼續以SOLO身份活躍於藝能界。
- 12月15日，宣佈擔任虛擬偶像Ni-na（ニーナちゃん）的製作人。並且開設Ni-na的Twitter[8]及Youtube[9]。
- 12月16日，於日本武道館舉行其畢業公演，正式從早安少女組。'18及早安家族畢業。
- 12月17日，將由所屬演藝經紀公司UP-FRONT AGENCY Co., Ltd.旗下的Just Production Inc進行業務提攜。

## 特徵
- 有2個妹妹，其中一位是女演員兼職業摔角手日菜といろ。
- 父母非常年輕，與她只相差19歲左右。
- 天生具有高音調，經常被成員做為模仿的對象。
- 專長是讚美別人，在許多的節目中披露過。
- 超過16歲才加入，是近期幾位新成員中加入年齡較大者。
- 在道重沙由美畢業後成為團裡最年長的成員。
- 因本人擅長說話，是除了隊長道重沙由美之外最常上節目的成員。
- 剛加入時代表色為「チョコレート色 (巧克力色)」，後來在2012年的夏威夷FC Tour中宣布代表色改為「ハニー色 (蜂蜜黃)」。
- 受到父母的影響，從小就喜歡在家看漫畫。因此在早安家族官網中的個人介紹頁面上有寫到其座右銘為「一日一冊」。看過許多的少年漫畫及少女漫畫。
- 最喜歡的漫畫為JoJo的奇妙冒險，擁有包括飆馬野郎在內的單行本。
- 在JoJo的奇妙冒險中最喜歡的角色為「空条承太郎」。
- 在部落格中表示喜歡的音樂遊戲為IDOLiSH7，最喜歡的角色是。曾與九期成員譜久村聖及十三期成員加賀楓一起到訪南夢宮主題樂園所舉辦的「キミと愛ドリッシュないと！」。
- 喜歡的編劇作家為野島伸司、喜歡的電影導演為園子溫。
- 與ANGERME的隊長和田彩花因年齡相仿，感情十分良好。
- 與中川翔子感情很好。
- 最喜歡的早安家族成員是玉蘭花Factory的井上玲音。
- 覺得令人憐愛的成員是早安少女組。'18第十四期成員及兼任Country Girls的森戶知沙希。
- 與同為十期成員的工藤遙與十二期成員尾形春水，因為胸小的緣故，而成立非公式團體「AAA」。
- 2017年12月11日，同期成員工藤遙於早安少女組。畢業之後，隔天於部落格中表示工藤的存在就像是自己真正的妹妹。
- 常被稱讚具有時尚感，在The Girls Live中的搭配環節上出場多次。
- 在「早安少女組。誕生20周年記念演唱會 2018春～We are MORNING MUSUME。～」初日公演上首次提到自己是在東京都八王子市出身。

## 出演

### TV
- ガラスの牙（2010年3月8日、中部日本放送・TBS） - 戸田くみ 役。
- 数学♥女子学园（2012年1月11日～3月28日、日本テレビ） - 宇田川りん 役。
- 都立水商！～令和～（2019年5月5日、MBS）- 温井寧々 役
- 病室で念仏を唱えないでください 第1話（2020年1月17日、TBS）- 及川結衣 役
- FAKE MOTION -卓球の王将-（2020年4月9日 - 、日本テレビ） - アイ 役
- ドラマ10「タリオ 復讐代行の2人」第4話（2020年10月30日、NHK総合） - ホノカ 役

### 番組
- ハロプロ！TIME（2011年5月27日～2012年5月31日、テレビ東京）
- ハロー!SATOYAMAライフ（2012年6月21日～2013年12月27日、テレビ東京）
- The Girls Live（2014年1月9日～、テレビ東京）
- 悩める前職:アイドルちゃん～アイドルやめて何するの?～（2018年12月27日、テレビ朝日） - ナレーション
- チャント!（2019年4月 - 2020年3月、CBCテレビ）- リポーター
- KURAGAE -私たちのこと、推してください！-（2020年4月15日・22日、テレビ東京）

### Radio
- モーニング娘。のモーニング女学院～放课後ミーティング～ （2012年 - 2018年)
- MBSヤングタウン（2013年4月6日 - 、MBSラジオ）
- ハロー!プロジェクトOGのMBSヤングタウン（2020年2月1日、MBSラジオ） - 工藤遥・中島早貴・宮崎由加と共演
- 飯窪春菜と横山玲奈2人っきりのMBSヤングタウン（2021年1月2日、MBSラジオ） - 横山玲奈と共演

### DVD
- Greeting 〜飯窪春菜〜（2012年7月21日、アップフロントワークス） - e-Hello!（イーハロ）シリーズ

### CM
- ラブデジ ムービングフォト（2009年、タカラトミー）
- ラブデジ ふりふりフォトフレーム（2010年、タカラトミー）
- ラブデジ プリシールスティック（2010年、タカラトミー）
- カンポウ専科（クラシエ薬品）

### 舞台．音樂劇
- ステーシーズ 少女再杀歌剧（2012年6月6日 - 12日、全労済ホール スペース・ゼロ） - ミキヨ/美伊 役
- 「ごがくゆう」（2013年6月12日～6月17日、新宿紀伊國屋サザンシアター；6月22日～6月23日大阪シアターBRAVA!）
- 続・11人いる! 東の地平・西の永遠（2016年6月11日・12日、京都劇場、6月16日 - 26日、サンシャイン劇場）-　東：アナテイ　西：ローン　役
- 演劇女子部「ファラオの墓」（2017年6月2日～6月11日、サンシャイン劇場）－　太陽の神殿編 & 砂漠の月編：ネルラ　役
- 演劇女子部「ファラオの墓〜蛇王・スネフェル〜」（2018年6月1日-6月10日、サンシャイン劇場、2018年6月15日-6月17日、大阪メルパルクホール）－ネルラ 役
- 劇団プープージュース第29回公演「フェイクニュース」（2021年4月8日 - 4月18日、シアタートラム） - 主演 泉川真琴 役
- ロミオとロザライン（2021年7月9日 - 7月25日、紀伊國屋サザンシアターTAKASHIMAYA / 7月30日 - 8月1日、サンケイホールブリーゼ） - ジュリエット 役

### 雜誌
- memew Vol.44
- CM NOW　Vol.144
- 「B.L.T.」 （2012年8月24日、2014年9月24日）
- 「MARQUEE」（2013年8月10日）
- 「月刊ENTAME」（2013年12月28日、2014年9月30日、2017年2月28日）
- 「CD Journal」（2014年4月19日）
- 「TV fan」（2014年4月24日）
- 「BIG ONE GIRLS」（2014年9月26日）
- 「BOMB」（2014年10月9日）
- 「アイドル最前線」（2015年2月16日）

連載
- ラブベリー （2009年6月号～2011年2月号、徳间书店）専属モデル
- Top Yell「モーニング娘。'14飯窪春菜 365まんがDAYS」（2014年3月号～、竹書房）
- 読売中高生新聞 「番外地 漫画を語る」（不定期）

## 書籍
- モーニング娘。 15th Anniversary Photobook ZERO（2013年9月30日）
- モーニング娘。天気組BOOK（2013年12月1日）

## 寫真集
團體
- 2012年9月10日 - モーニング娘。9・10期 1st official Photo Book（ワニブックス、攝影：佐藤裕之、 荒木勇人）
- 2013年1月16日 - 「アロハロ！モーニング娘。10期メンバー写真集」（キッズネット、攝影：河野英喜）

個人
- 2017年1月28日 - 『春色』（オデッセー出版、攝影：根本好伸）

## 所屬團體組合
- 早安少女組。（2011年9月29日～）
- 『DIY♡』（SATOYAMA movement）（2012年～）

## 外部連結
- 飯窪春菜オフィシャルWEBサイト - JUST PRO
- 飯窪春菜 （页面存档备份，存于） - J.P ROOM
- 飯窪春菜オフィシャルファンクラブページ （页面存档备份，存于） - M-line club
- 飯窪春菜的X（前Twitter）
- 飯窪春菜的Instagram帳戶
- 飯窪春菜的TikTok
- https://ameblo.jp/morningmusume-10ki/theme-10059753252.html （页面存档备份，存于）（2012年9月10日 - 2018年12月16日） - Ameba Blog

### Ni-na（ニーナ）
- Ni-na Project （页面存档备份，存于） - 飯窪春菜がプロデュースしたバーチャルYouTuber
- YouTube上的Ni-na Channel頻道
- Ni-na的X（前Twitter）